# 다테 무네카쓰 (에도 시대)
다테 무네카쓰(일본어: 伊達宗勝, 1621년 ~ 1679년 12월 6일)는 일본 이치노세키번의 초대 번주이다. 어릴적 이름은 센카쓰마루(千勝丸)이며, 관위는 종5위하, 효부노타이후(兵部大輔)였기 때문에 다테 효부(伊達兵部)로 불렸다.

## 야심찬 권력자
센다이번의 초대 번주 다테 마사무네의 열째 아들로 태어났다. 아홉째 혹은 열한번째 아들이라고도 하며, 2대 번주 다테 다다무네의 어머니가 다른 동생이다. 형 다다무네가 살아있을 때에는 별다른 활동을 보이지 않았으나, 1658년, 다다무네가 죽고 그 뒤를 다테 쓰나무네가 이으면서 본색을 드러냈다. 쓰나무네가 요시와라의 유녀 다카오다유에게 빠져 지내는 등 난행을 일삼자, 마사무네의 아들이라는 자부심을 가진 무네카쓰는 쓰나무네가 아둔하다는 이유로 쓰나무네의 형 다무라 무네요시와 함께 번의 정치를 돌보았다. 이와 함께 사카이 다다키요의 양녀를 아들 무네오키의 아내로 맞아들이며 막부와의 연결고리를 강화했으며, 1660년에는 센다이 번으로부터 3만 석의 영지를 분할받고 다이묘가 되었다. 이때 쓰나무네는 막부에 의해 은거를 명령받았고, 2살밖에 안 된 장남 쓰나무라가 번주 자리를 이으면서 무네카쓰는 그 후견인이 되어 권력자로서 번을 좌지우지하게 되었다. 심지어는 1666년, 쓰나무라를 독살하고 직접 번주가 되려고까지 하였으나 실패하였다.

## 다테 소동과 실각
무네카쓰는 하라다 가문과 함께 센다이 번 권력의 중앙집권화를 꾀하였고, 그로 인해 발생한 영지 문제로 인해 가문들 사이의 분란이 커져갔다. 결국 하라다 가문과 아키 다테 가문 사이의 영지 분쟁이 일어나자 아키 다테 가문은 이를 막부에 제소하였고, 재판 과정에서 분쟁 당사자들이 칼싸움으로 사망하는 사태가 벌어졌다. 이 다테 소동으로 인하여 센다이 번은 개역의 위기에 처했다가 가까스로 살아났지만, 무네카쓰는 소동의 핵심 인물로 지목되어 도사번에 유배되었고, 이치노세키 번도 이때 개역되었다. 아들 무네오키는 부젠 고쿠라번에 유배되었고, 무네오키의 가족들은 이요 요시다 번으로 보내졌으며 무네카쓰의 남은 처자들은 이와테산으로 보내졌다. 유배지에서 무네카쓰는 새로 지은 거대한 저택을 하사받고 500명의 가신을 거느리는 등 좋은 대접을 받았다. 또 1679년, 59세의 나이로 사망하였을 때 지어진 무덤의 묘석도 훌륭한 것이었기 때문에 일반적으로 알려진 악당의 이미지를 재고해야 한다는 설도 있다.
|  | 이치노세키번 번주 1660년 ~ 1671년 | 후임 다무라 다쓰아키 |